# (36264) 1999 XL152
1999 XL152 (asteroide 36264) é um asteroide da cintura principal. Possui uma excentricidade de 0.09648130 e uma inclinação de 10.89850º.
Este asteroide foi descoberto no dia 13 de dezembro de 1999 por LONEOS em Anderson Mesa.